# Columbia Rediviva
Columbia Rediviva («Обновлённая Колумбия») — частное судно, совершившее кругосветное плавание под командованием Роберта Грея. Поскольку «Колумбия» находилась в частной собственности, она не носила префикс «USS».

## История
Корабль был построен в 1773 году Джеймсом Бриггсом на Северной реке в Норуэлле, штат Массачусетс, и получил название «Колумбия». Существует также версия, что корабль был построен на верфи в Плимуте, штат Массачусетс, в 1787 году под названием «Columbia Rediviva». В 1790 году «Columbia Rediviva» стала первым американским кораблём, совершившим кругосветное плавание. Во время первой части этого путешествия «компанию» составлял шлюп «Lady Washington». В 1792 году капитан Грей вошёл в реку Колумбия и назвал её в честь корабля. Река и её бассейн, в свою очередь, дали своё название окружающему региону, британской колонии и канадской провинции, расположенных в этом регионе.
Корабль был выведен из эксплуатации и списан в 1806 году. Реплика «Lady Washington» находится в историческом морском порту Грейс-Харбор в Абердине, штат Вашингтон.

## Первые помощники
- Симеон Вудрафф, под командованием Кендрика, служил с сентября по ноябрь 1787 года[3].
- Джозеф Ингрэм[4].
- Роберт Хасвелл (с 1791 по 1793)[3].

## Наследие
- В 1958 году в Диснейленде открылась полномасштабная копия корабля, названная «Парусное судно Колумбия».
- В июле 1969 года это имя было использовано для командного модуля Аполлона-11.
- В 1981 году НАСА повторно использовало это название для одноимённого шаттла[5].